# Centro (Fundão)
O Centro é um bairro do distrito de Fundão, no município brasileiro de Fundão, estado do Espírito Santo.

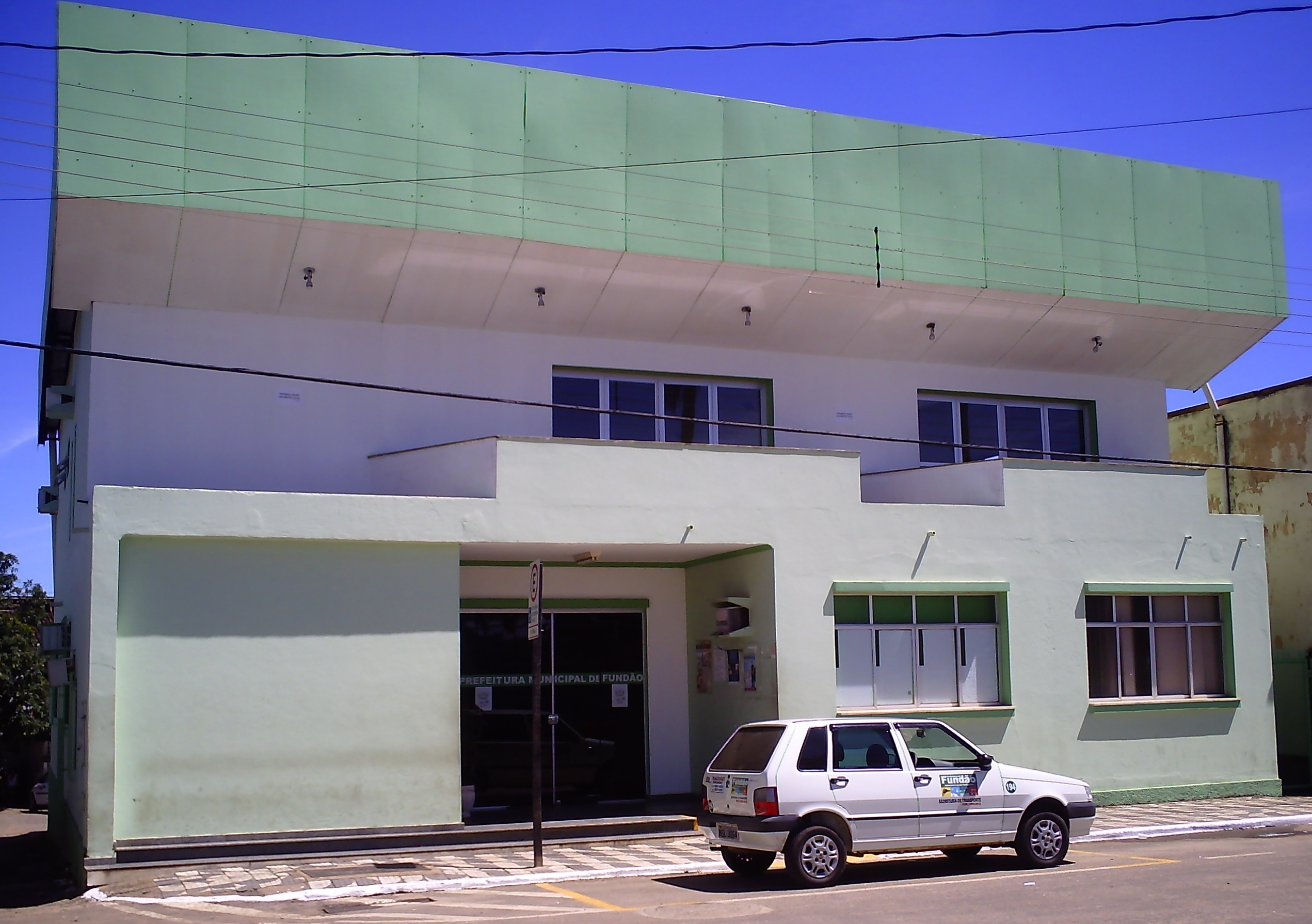
Prefeitura e Câmara Municipais de Fundão
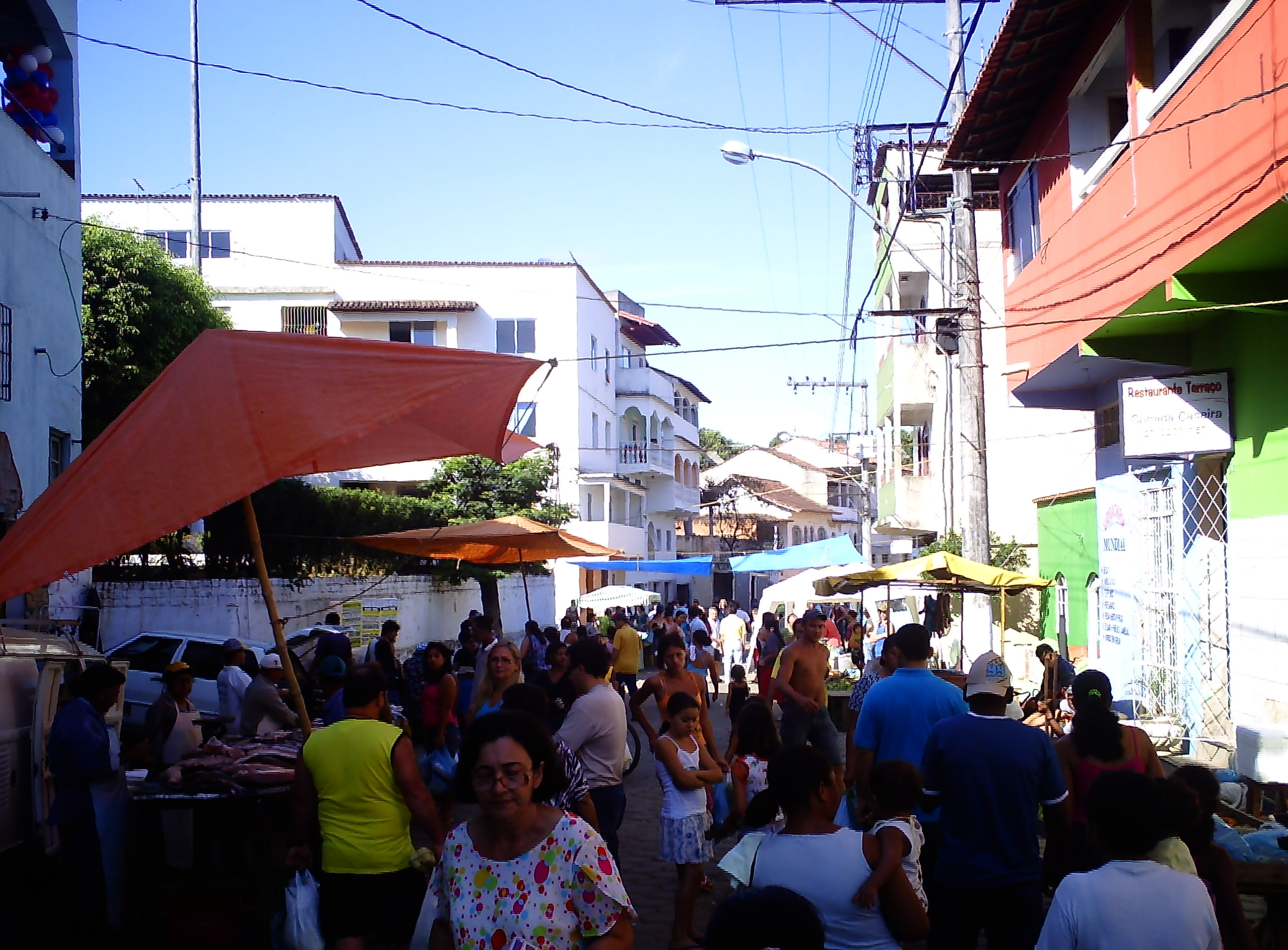
Feira da rua Stefano Broseghini